# Lluvia de jaulas
Lluvia de jaulas es una película de Argentina filmada en colores dirigida por César González sobre su propio guion que se estrenó el 10 de diciembre de 2018. Fue producida por Pensar con la Mano, una productora independiente integrada por los realizadores Luciana Piantanida, Andrea Testa y Francisco Márquez. 

## Sinopsis
La cámara sigue a un adolescente en sus recorridos a través de los pasillos angostos de su barrio popular (lo que en otra época solía denominarse “villa miseria”), por las canchitas de fútbol siempre embarradas o entre los restos de los autos robados. Una visión desde adentro hecha por un director que nació y se crio en uno de ellos.

## Reparto
Participaron del filme:
- Alan Garvey
- Sabrina Moreno
- Brenda Giangiacomo
- Nicole Martínez
- Elías Zacovich
- Esteban Abdeneve
- Aarón Robles
- Adriel Zacovich

## Comentarios
Catalina Alonso en La Diaria opinó:

”… una mirada tan fuerte como particular de y sobre los márgenes de su país…. un ensayo filmado que desea y hasta necesita reflexionar sobre la villa. En ese ensayo, la figura simbólica de la villa se transforma en un espacio de reflexión y es dotada por el director de un análisis que intenta explicar cómo es vista, cómo se relaciona con el espacio exterior a ella…. cómo se ve a un joven que sale de la villa y va hacia el centro de Buenos Aires cargando con ese espacio en su cuerpo, en su idiosincrasia.”

Juan Pablo Cinelli en Página 12 escribió:

”Lluvia de jaulas representa un tour de force de alto impacto ante el cual es imposible mantener la distancia. Urdido con imágenes de un realismo abrumador…muestra casi sin filtros retazos de la vida al margen. Una sensación que se acentúa en el carácter casi fantasmal que sus protagonistas tienen cuando se atreven a ir más allá de las murallas que separan al barrio de esa otra vida que se les niega. Lluvia de jaulas es sin dudas una película de frontera… que con lucidez González aborda no como extranjero, no como un observador ajeno, sino en primera persona, como miembro de esas comunidades a las que la miseria deja al otro lado del alambrado de la inclusión.”